# Johann Gottfried Krebs
Johann Gottfried Krebs (getauft 29. Mai 1741 in Zwickau; † 5. Januar 1814 in Altenburg) war ein deutscher Kantor, Organist und Komponist.

## Leben
Sein Vater war der Bach-Schüler Johann Ludwig Krebs.
Seine ersten Lebensjahre verbrachte er im Organistenhaus, Domhof 5 in Zwickau. 1744 zog die Familie nach Zeitz, wo sein Vater Schlossorganist wurde. Dort ging er zur Schule und lernte das Orgelspiel. 1756 wurde sein Vater Altenburger Schlossorganist. Am 5. Dezember 1758 übernahm Johann Gottfried Krebs das Amt des „Mittelorganisten“ in Altenburg. Am 11. April 1769 heiratete er in Gößnitz Eleonora Sophie Prager, mit der er fünf Kinder hatte. 1771 wurde Krebs Altenburger Stadtkantor.

## Werke
Krebs komponierte vornehmlich Kantaten. Zu diesen gehören:
- Folget mir, so spricht die Liebe
- Hier ist Wollust und Gepränge
- Sterblicher, durch deine Kräfte
- In Gottes Reich der Gnaden
- Wir haben g’nug, Herr! Wenn wir nur dich haben
- Verbannet die plagenden Sorgen
- Alle eure Sorgen werfet auf den Herrn
- Herr! Du siehst es und bist still
- Ruht einst nur sanft, erstorb'ne Glieder
- Himmel und Erde sind voll seiner Güte